# Varduhi Varderesyan
Varduhi Varderesyan (in armeno Վարդուհի Վարդերեսյան?; Bucarest, 19 marzo 1928 – Erevan, 24 novembre 2015) è stata un'attrice armena-sovietica di film e teatro.

## Biografia
Nata a Bucarest, frequentò una scuola armena costruita adiacente alla chiesa armena della città, dove ebbe come insegnanti emigrati in Romania dopo il crollo della Prima Repubblica di Armenia. 
Rimpatriò in Armenia nel 1946, dove finì gli studi al Leninakan Drama Theatere (ora Gyumri, in Armenia), poi lavorò nello stesso teatro. Dal 1958, fu una delle principali attrici del Sundukyan Drama Theater di Erevan. Nel 1988, vinse il titolo di Artista del Popolo dell'URSS e nel 2002 venne dichiarata cittadina onoraria dell'Erevan.
Una via nel distretto di Ajapnyak la ricorda.

## Filmografia
- Guardando il destinatario (Hastseatiroj voronumnere) nel ruolo di Arevik (1955)
- A Matter of Honor (Patvi hamar) nel ruolo di Margarit Elizbarova (1956)
- Cuore di mamma (Mor sirte) nel ruolo di Mariam (1958)
- A Jump Over the Precipice, con il nome Gayane (1959)
- Northern Rainbow (Hyusisayin tziatzan) nel ruolo di Nune (1961)
- Steps (Qayler) (1962), film tv (1962)
- Road to the Stage (Tchanaparh depi krkes) nel ruolo di Maro (1963)
- A Sham Informer, con il nome Zaruhi (1965)
- Mr. Jacques e a (Msyo Zhake yev urishner) come Zaruhi (1966)
- Karine, come moglie di Lawyer (1969)
- Morgan's Relative (Morgani khnamin), film tv, nel ruolo di Magtagh (1970)
- Hayrik, con il nome Nvard (1972)
- Adventures of Mher on Vacation, la protagonista (1973)
- Padre (Hayrik) nel ruolo di Nvard (1973)
- Blue Lion, come serva (1979)
- Il viaggio, ruolo della nonna di Eva (2002)

## Premi e riconoscimenti
- Premio Movses Khorenatsi (1995)
- Artista del popolo, USSR (1965)[5]
- Premio di stato della Repubblica Socialista Sovietica Armena (1988)[5]
- Cittadina onoraria di Erevan (2001)
- Ordine di amicizia dei popoli
- Ordine di San Mesrop Mashtots (2013)
- Premio Vardan Adzhemyan e Arus Asryan (2010), per il ruolo di Klara Tsakhanasyan nella rappresentazione “Visita della signora”
- Premio teatrale Artavazd